# Kanton Beaumetz-lès-Loges
Der Kanton Beaumetz-lès-Loges war bis 2015 ein französischer Kanton im Arrondissement Arras, im Département Pas-de-Calais und in der Region Nord-Pas-de-Calais. Sein Hauptort war Beaumetz-lès-Loges. Vertreter im Generalrat des Départements war zuletzt von 1998 bis 2015 Michel Petit.

## Geografie
Der Kanton Beaumetz-lès-Loges lag im Mittel 109 Meter über Normalnull, zwischen 67 Metern in Agnez-lès-Duisans und 178 Metern in La Herlière.

## Gemeinden
Der Kanton bestand aus 29 Gemeinden:
| Gemeinde               | Einwohner Jahr | Fläche km² | Bevölkerungsdichte | Code INSEE | Postleitzahl |
| ---------------------- | -------------- | ---------- | ------------------ | ---------- | ------------ |
| Adinfer                | 241 (2013)     | –          | – Einw./km²        | 62009      | 62116        |
| Agnez-lès-Duisans      | 643 (2013)     | –          | – Einw./km²        | 62011      | 62161        |
| Bailleulmont           | 254 (2013)     | –          | – Einw./km²        | 62072      | 62123        |
| Bailleulval            | 260 (2013)     | –          | – Einw./km²        | 62074      | 62123        |
| Basseux                | 133 (2013)     | –          | – Einw./km²        | 62085      | 62123        |
| Beaumetz-lès-Loges     | 961 (2013)     | –          | – Einw./km²        | 62097      | 62123        |
| Berles-au-Bois         | 517 (2013)     | –          | – Einw./km²        | 62112      | 62123        |
| Berneville             | 502 (2013)     | –          | – Einw./km²        | 62115      | 62123        |
| Blairville             | 298 (2013)     | –          | – Einw./km²        | 62135      | 62173        |
| Boiry-Saint-Martin     | 282 (2013)     | –          | – Einw./km²        | 62146      | 62175        |
| Boiry-Sainte-Rictrude  | 404 (2013)     | –          | – Einw./km²        | 62147      | 62175        |
| La Cauchie             | 198 (2013)     | –          | – Einw./km²        | 62216      | 62158        |
| Ficheux                | 486 (2013)     | –          | – Einw./km²        | 62332      | 62173        |
| Fosseux                | 142 (2013)     | –          | – Einw./km²        | 62347      | 62810        |
| Gouves                 | 195 (2013)     | –          | – Einw./km²        | 62378      | 62123        |
| Gouy-en-Artois         | 324 (2013)     | –          | – Einw./km²        | 62379      | 62123        |
| Habarcq                | 677 (2013)     | –          | – Einw./km²        | 62399      | 62123        |
| Haute-Avesnes          | 428 (2013)     | –          | – Einw./km²        | 62415      | 62144        |
| Hendecourt-lès-Ransart | 128 (2013)     | –          | – Einw./km²        | 62425      | 62175        |
| La Herlière            | 165 (2013)     | –          | – Einw./km²        | 62434      | 62158        |
| Mercatel               | 620 (2013)     | –          | – Einw./km²        | 62568      | 62217        |
| Monchiet               | 96 (2013)      | –          | – Einw./km²        | 62578      | 62123        |
| Monchy-au-Bois         | 514 (2013)     | –          | – Einw./km²        | 62579      | 62111        |
| Montenescourt          | 439 (2013)     | –          | – Einw./km²        | 62586      | 62123        |
| Ransart                | 414 (2013)     | –          | – Einw./km²        | 62689      | 62173        |
| Rivière                | 1.131 (2013)   | –          | – Einw./km²        | 62712      | 62173        |
| Simencourt             | 541 (2013)     | –          | – Einw./km²        | 62796      | 62123        |
| Wanquetin              | 717 (2013)     | –          | – Einw./km²        | 62874      | 62123        |
| Warlus                 | 377 (2013)     | –          | – Einw./km²        | 62878      | 62123        |